# Новодубровка (Томская область)
Новодубровка — деревня в Кожевниковском районе Томской области России. Входит в состав Песочнодубровского сельского поселения.

## География
Деревня находится в южной части Томской области, в пределах Обь-Тымской низменности, на правом берегу реки Шегарки, вблизи места впадения в неё реки Баксы, на расстоянии примерно 36 километров (по прямой) к северо-западу от села Кожевникова, административного центра района.

### Часовой пояс
Деревня Новодубровка, как и вся Томская область, находится в часовой зоне МСК+4. Смещение применяемого времени относительно UTC составляет +7:00.

## Население
| 2002 | 2010 | 2012 | 2013 | 2014 | 2015 | 2021 |
| ---- | ---- | ---- | ---- | ---- | ---- | ---- |
| 33   | ↘26  | ↗27  | →27  | ↘23  | ↗25  | ↘22  |

Гендерный состав
По данным Всероссийской переписи населения 2010 года в гендерной структуре населения мужчины составляли 57,7 %, женщины — соответственно 42,3 %.
Национальный состав
Согласно результатам переписи 2002 года, в национальной структуре населения чуваши составляли 58 %, русские — 39 %.

## Улицы
Уличная сеть деревни состоит из одной улицы (ул. Чапаева).